# Quintus Caecilius Metellus (i. e. 206)
Quintus Caecilius Metellus (i. e. 3. század közepe – i. e. 179 után) római politikus, hadvezér, az előkelő, plebeius származású Caecilia gens Metellus-ágának tagja, Lucius Caecilius Metellus fia. Cicero a szónokok között tartotta számon; Plinius művében felhasználta az apja temetésén, Kr. e. 221-ben mondott halotti beszédét.
Karrierje a második pun háború idejére esett: i. e. 219-ben pontifex, i. e. 209-ben aedilis plebis, i. e. 208-ban pedig aedilis curulis lett. i. e. 207-ben Claudius Nero consul seregében szolgált legatusként, és azok közé tartozott, akik megvitték Róma városába Hasdrubal legyőzésének örömhírét (ld. metaurusi csata). Leginkább háborús érdemeinek tudható be, hogy Kr. e. 206-ban – amikor a népgyűlés levezénylésére kinevezett Marcus Livius Salinator dictator helyettese (magister equitum) volt – a következő évre megválasztotta consulnak harcostársával, Lucius Veturius Philóval együtt. Hogy folytathassák a Hannibal elleni háborút, a consulok számára a dél-itáliai Bruttiumot jelölték ki hadműveleti területként, azonban az év eseménytelenül telt. Metellus i. e. 204-ben is itt maradt proconsulként. Az év végén dictatorrá választották a népgyűlés megtartására.
Bár oroszlánrészt vállalt a Hannibal elleni harcokban, a győzelem után (i. e. 201-ben) állítólag sajnálkozását fejezte ki, mivel félt, hogy a rómaiak visszasüllyednek korábbi szunnyadásukba, amiből csak Hannibal jelenléte riasztotta fel őket. Még ebben az évben a decemviri testület tagja lett, amely a samniumi és apuliai közföldeket osztotta fel a Hannibal ellen Ariciában szolgáló katonák között.
Még sok évvel túlélte a háborút: i. e. 193-ban felbukkant neve a senatusi vitákban, i. e. 185-ben az V. Philipposz makedón királyhoz és az akháj szövetséghez menesztett küldöttség tagja volt. Liviusnál egy censorokhoz címzett beszéde maradt fenn i. e. 179-ből.
Két fia, Quintus Caecilius Metellus Macedonicus és Lucius Caecilius Metellus Calvus is elérte a consuli rangot két egymást követő évben, i. e. 143-ban és i. e. 142-ben.